# 哈豐阿 (富察氏)
哈豐阿（转写：Hafungga；1772年—1840年），富察氏，滿洲鑲黃旗人，清朝將領，勇號進勇巴圖魯，諡愨勤。

## 生平
嘉慶初年，以健銳營前鋒從剿襄陽教匪，轉戰四川、陝西，累遷前鋒侍衛。搜捕南山餘匪出力甚多，嘉慶十二年（1807年），授貴州定廣協副將。嘉慶十四年（1809年），擢威甯鎮總兵，歷浙江處州，陝甘涼州、漢中諸鎮總兵。道光八年（1828年），擢烏魯木齊提督。道光十年（1830年），回疆復警，上命哈豐阿馳赴阿克蘇，會同辦事大臣長清防剿敵軍。十一月，進攻葉爾羌賊營，羌賊潰散，又探知哈拉布扎什軍臺有賊人潛伏，遂分道夾擊破賊。進圍黑色爾回莊，擒安集延隊目巴拉特，並乘勝追至英吉沙爾，解喀什噶爾之圍，獲清廷賞雲騎尉世職，賜號進勇巴圖魯。清廷命令哈豐阿加速馳援葉爾羌，但哈豐阿聽從伊犁參贊大臣容安指使，繞道和闐，失期誤事，本議罪奪職，後獲清廷原諒，責償軍費兩成，革職留任。
道光十三年（1833年），擢廣州將軍。上疏奏請鑄造巨砲百尊，並選五百精銳，嚴守海防。道光十四年（1834年），英國駐華商務總監律勞卑指派兩艘軍艦到廣州海口護商，英艦被清軍炮擊，並停在黃埔河面。哈豐阿與兩廣總督盧坤調兵建閘，制止英艦出入，事件最後以英方謝罪平息。道光十五年（1835年），調黑龍江將軍。道光十六年（1836年），御前侍衛高克鼐私擬條陳，並令哈豐阿上奏，哈豐阿以高克鼐係在京大員干預地方公事，攬權市恩，舉發高克鼐。清廷嘉獎哈豐阿秉公持正，授內大臣，加太子少保銜。哈豐阿於黑龍江將軍任內奏請添練馬隊，增置官吏，補助布特哈生計，得到清廷允許。道光十九年（1839年）九月，調西安將軍，十一月調廣州將軍。道光二十年（1840年），逝世，諡愨勤。
有子丰伸布，在道光年间更名为德恩，是嘉庆年间的荫生，后任蓝翎侍卫；孙吉喜。